# Mario Rasero
Mario Rasero (Asti, 3 settembre 1881 – Asti, 19 giugno 1947) è stato un numismatico e politico italiano. 
Coltivò vasti e disparati interessi culturali che fecero di lui «forse l’ultimo mecenate che la cultura astigiana abbia conosciuto»

## Biografia
Uomo molto riservato, si sa poco sulla sua vita privata. Mario Rasero fu socio della Società Numismatica Italiana dal 1914 e della Società Piemontese di Archeologia e belli arti dal 1924. Fu allievo di un altro numismatico astigiano di grande calibro, Giuseppe Fantaguzzi e in trent'anni mantenne relazioni con i più importanti numismatici dell'epoca: Ercole Gnecchi, Ernesto Maggiora-Vergano, Pietro Gariazzo, Ettore Mentore Pozzi. Ricoprì varie cariche pubbliche nella sua città natale: fu consigliere comunale nel biennio 1911-1913, presidente della Cassa di Risparmio, dell'Ospedale Civico e degli Istituti di Carità. Nel 1937 promosse ad Asti una Mostra Numismatica delle Zecche di Asti e del Piemonte, ospitata nelle sale principesche di Palazzo Mazzetti (Palazzo Di Bellino), fu questa la prima mostra piemontese, se non italiana, del genere. Nel 1939 espose parte della sua collezione numismatica alla mostra torinese del Gotico e del Rinascimento piemontesi al museo di Palazzo Madama . In seguito alla sua scomparsa la sua collezione numismatica passò agli eredi che in parte le vendettero tramite asta nel 1955. Parte delle monete antiche sono oggi conservate presso la Pinateca civica di Asti presso Palazzo Mazzetti , mentre la maggior parte delle monete sabaude e medievali vennero acquistate da Vittorio Viale, curatore del Museo civico d'arte antica di Torino, dove ancora oggi sono conservate.

## Opere

### Numismatica
- Contributo al Corpus Nummorum Italicorum, Collezione Pozzi Mentore Torino - Collezione Mario Rasero Asti - Collezione Pietro Gariazzo Torino - Collezione Maggiora Vergano. Bollettino della Società Piemontese di Archeologia e belle arti (1925) n. 1-2.

- Considerazioni sulla zecca di Moncalvo. Boll. Soc. Piem. Archeologia e belle arti, 1918.

- La zecca di Asti sotto la dominazione di Emanuele Filiberto, principe del Piemonte, conte di Asti e poi Duca di Savoia, ASCA, Collezione numismatica Mario Rasero 1947-1948, b. A65, fasc. 130.